# Ådran (sjö)
Ådran är en sjö vid tätorten Östorp och Ådran inom Hanvedens skogsområde i Huddinge kommun på Södertörn som ingår i Tyresåns huvudavrinningsområde. Den är en näringsfattig skogssjö som ingår i Tyresåns sjösystem. Sjön är 7,9 meter djup, har en yta på 0,362 kvadratkilometer och befinner sig 44,1 meter över havet. Sjön avvattnas av vattendraget Lissmaån. Vid provfiske har abborre, gers, gädda och mört fångats i sjön.

## Allmänt
Sjön är viktig för friluftslivet i området och har flera fina badplatser med god vattenkvalitet. Den är också en populär fiskesjö med gädda, abborre, röding, regnbågsöring och signalkräfta. Bestånden har utökats genom inplantering under 1980- och 1990-talen.
Ådran och det närliggande Rudträsket är viktiga områden för kvartärgeologisk forskning. Ådran ligger nordväst om torpet Paradiset  i Paradisets naturreservat.

## Delavrinningsområde
Ådran ingår i delavrinningsområde (656167-162639) som SMHI kallar för Utloppet av Ådran. Medelhöjden är 70 meter över havet och ytan är 7,24 kvadratkilometer. Det finns inga avrinningsområden uppströms utan avrinningsområdet är högsta punkten. Lissmaån som avvattnar avrinningsområdet har biflödesordning 2, vilket innebär att vattnet flödar genom totalt 2 vattendrag innan det når havet efter 20 kilometer. Avrinningsområdet består mestadels av skog (79 procent). Avrinningsområdet har 0,49 kvadratkilometer vattenytor vilket ger det en sjöprocent på 4,9 procent. Bebyggelsen i området täcker en yta av 1,44 kvadratkilometer eller 15 procent av avrinningsområdet.

## Bilder

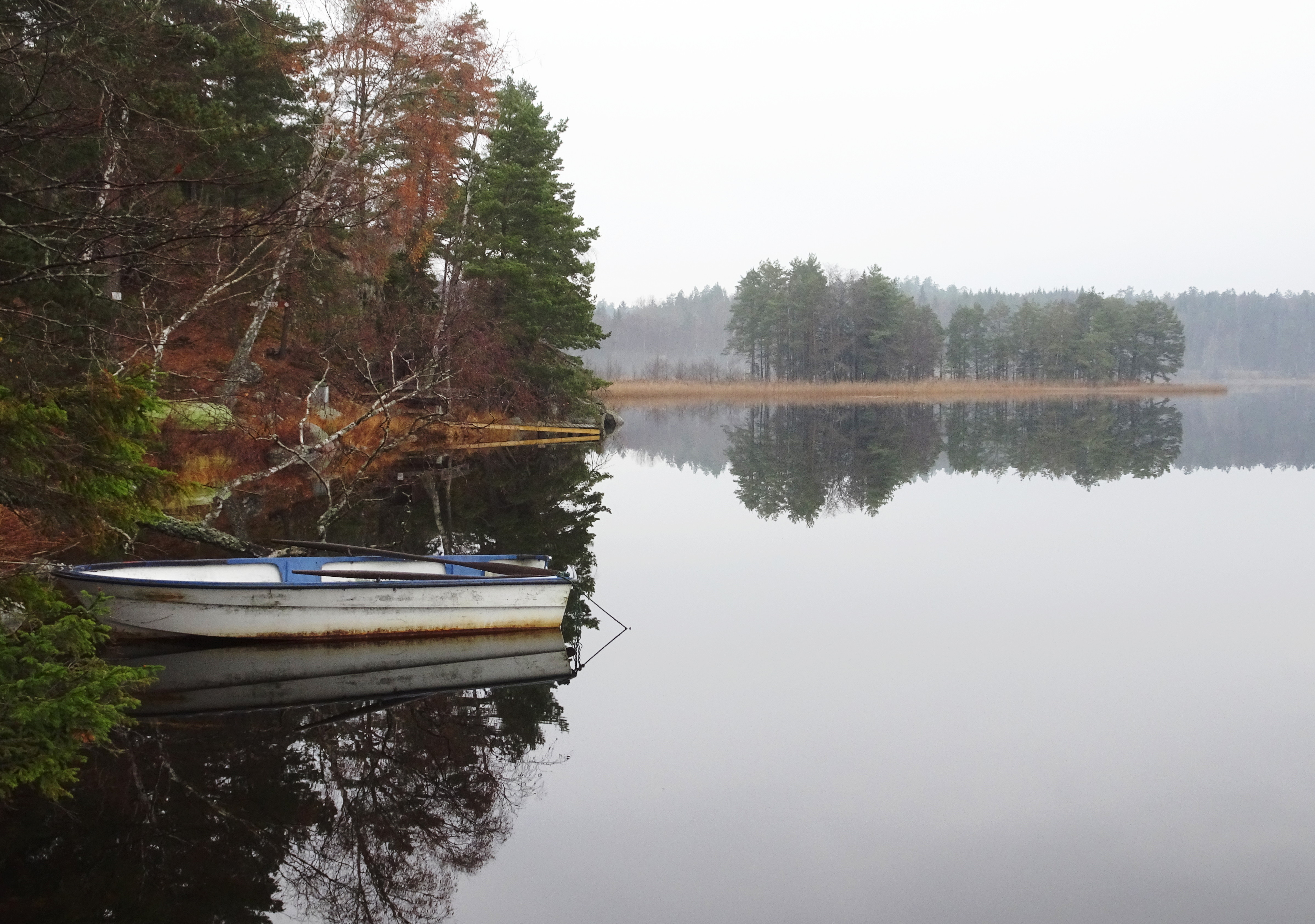
Ådran sedd från Östorp
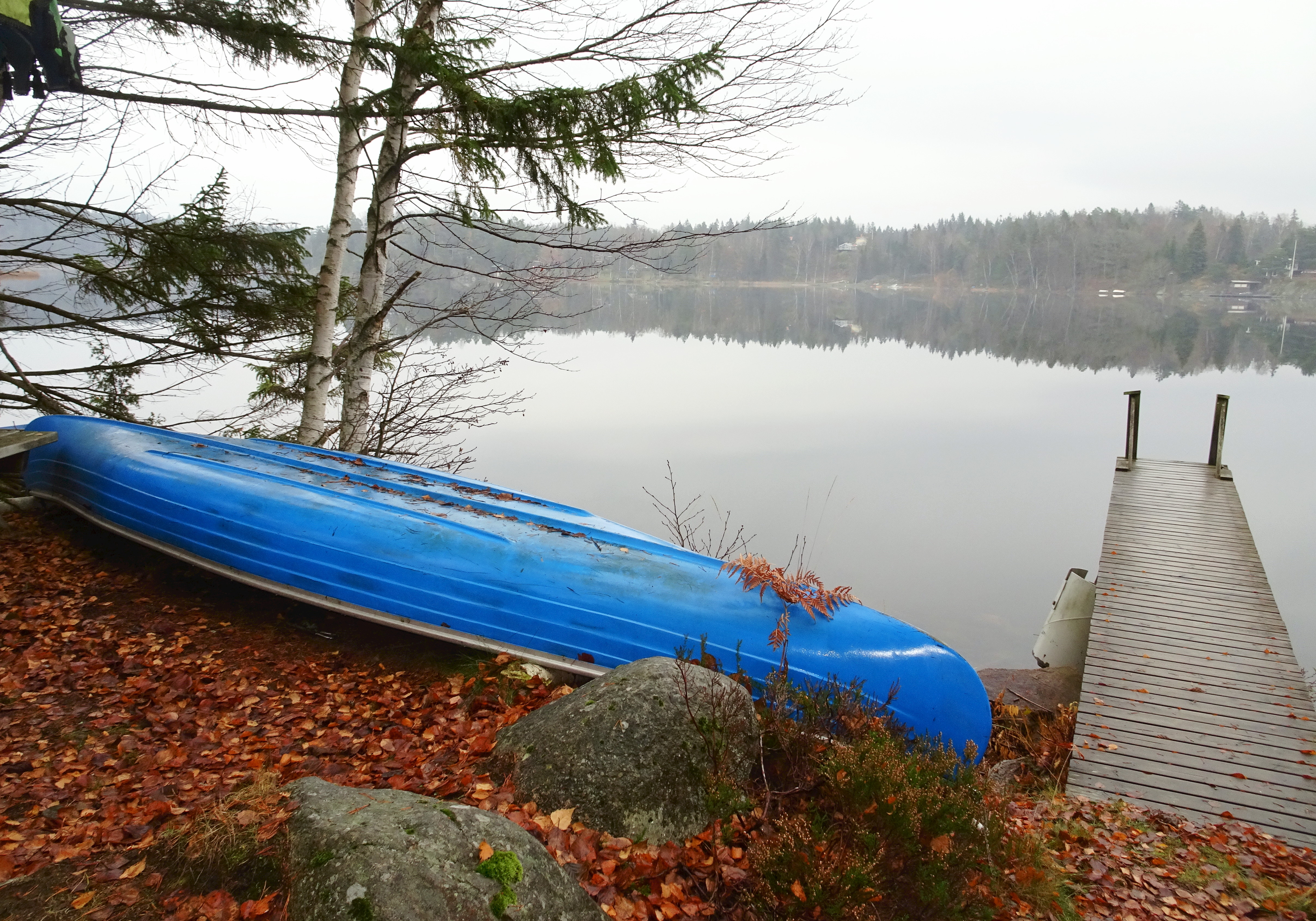
Ådran sedd från Östorp
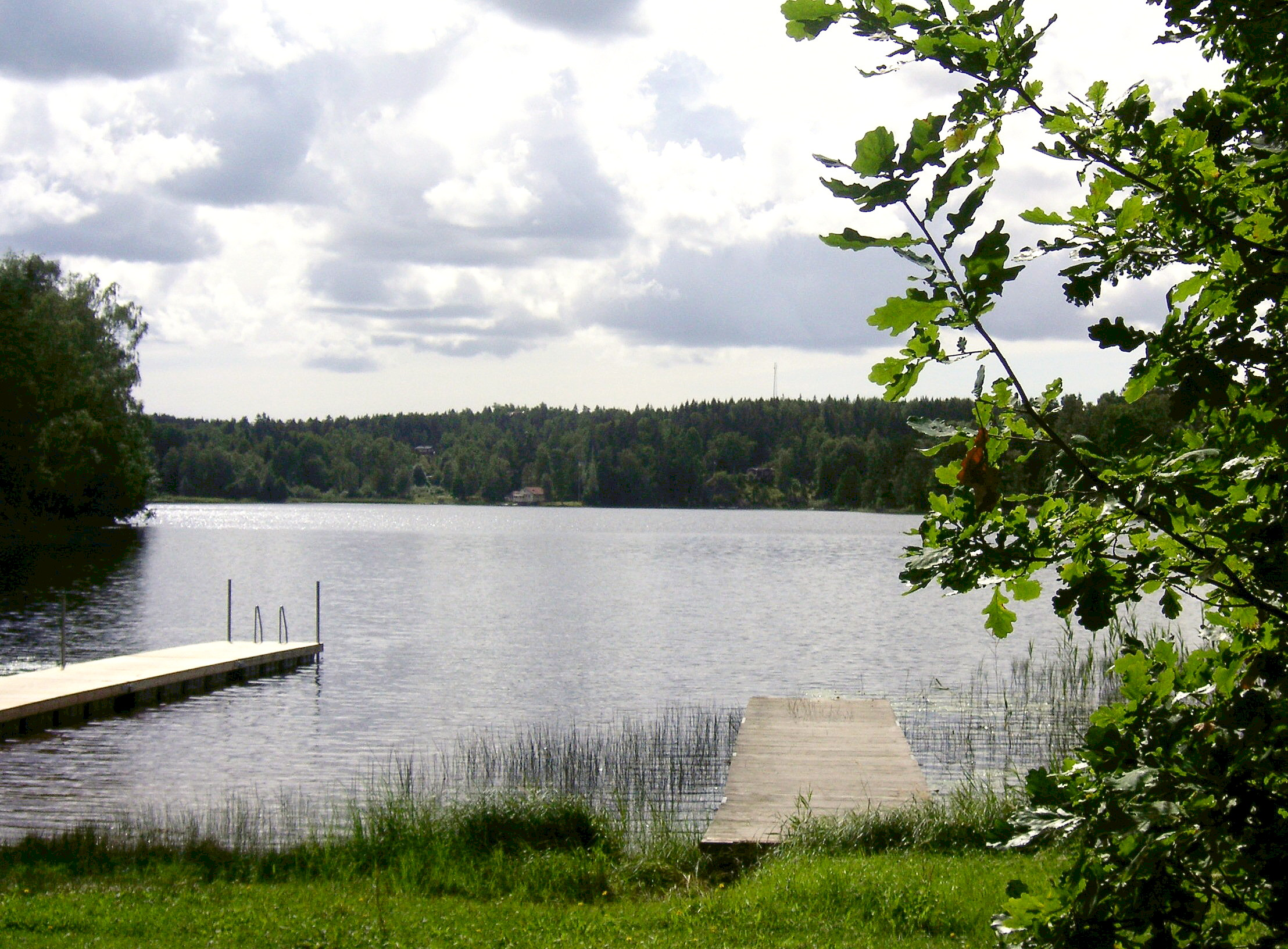
Badplatsen vid östra stranden